# Aleksandra Grzonkowska
Aleksandra Grzonkowska (ur. 16 września 1983 w Gdańsku) – polska historyk sztuki, kuratorka i producentka artystyczna. Od 16 maja 2023 kierownik Nomus – Nowego Muzeum Sztuki.

## Życiorys
Absolwentka studiów z historii sztuki na Uniwersytecie Gdańskim. Od 2014 do 2018, również na Uniwersytecie Gdańskim, studiowała na wydziałowych studiach doktoranckich z historii i historii sztuki. Około 2005 podczas studiów nawiązała współpracę z Instytutem Sztuki Wyspa. Jednocześnie w tym okresie razem z Romą Piotrowską i Maksymilianem Bochenkiem prowadziła bloga o sztuce współczesnej Modelator. Przez wiele lat była niezależną kuratorką, współpracowała m.in. z Festiwalem Artloop w Sopocie (2013–2014) czy Muzeum Emigracji w Gdyni. Od września 2016 pełni funkcję prezesa Fundacji Kultury Wizualnej Chmura, która zajmuje się popularyzacją sztuki i prowadzeniem archiwum życia artystycznego. Gdy muzeum Nomus było w organizacji pełniła m.in. funkcję sekretarza redakcji powstającego muzeum. Od początku istnienia Nomus – Nowego Muzeum Sztuki związana jest z tą instytucją, początkowo pracowała jako kuratorka. Po zwolnieniu w atmosferze skandalu, ówczesnej kierownik Muzeum Nomus Anety Szyłak weszła w skład zespołu kuratorskiego tymczasowo zarządzającego muzeum. 16 maja 2023 po ponad półtora roku wakatu na stanowisku kierownika muzeum Nomus, w wyniku wygranego konkursu została powołana przez dyrektora Muzeum Narodowego w Gdańsku Jacka Friedricha na stanowisko p.o kierownika. Na początku 2024 powołana na stanowisko kierownika Nomus - Nowego Muzeum Sztuki.
Jest autorką i współautorką publikacji na temat sztuki współczesnej.